# Novigrad Podravski
Pour les articles homonymes, voir Novigrad.
Novigrad Podravski est un village et une municipalité située dans le comitat de Koprivnica-Križevci, en Croatie. Au recensement de 2001, la municipalité comptait 3 161 habitants, dont 93,36 % de Croates et le village seul comptait 2 183 habitants.

## Localités
La municipalité de Novigrad Podravski compte 7 localités :
- Borovljani
- Delovi
- Javorovac
- Novigrad Podravski
- Plavšinac
- Srdinac
- Vlaislav